# Gouvernement Thatcher (3)
Royaume-Uni
Thatcher II Major I
Le gouvernement Thatcher (3) (en anglais : Third Thatcher Ministry) est le quatre-vingt-septième gouvernement du Royaume-Uni, entre le 13 juin 1987 et le 28 novembre 1990, durant la cinquantième législature de la Chambre des communes.

## Historique du mandat
Dirigé par la Première ministre conservatrice sortante Margaret Thatcher, ce gouvernement est constitué et soutenu uniquement par le Parti conservateur (Tory). Seul, il dispose de 376 députés sur 650, soit 57,8 % des sièges de la Chambre des communes.
Il est formé à la suite des élections législatives anticipées du 11 juin 1987.
Il succède donc au gouvernement Thatcher II, constitué et soutenu uniquement par les Tories.
Au cours du scrutin, le Parti conservateur recule légèrement en sièges mais s'assure une confortable troisième majorité absolue consécutive. En conséquence, la reine Élisabeth II appelle Margaret Thatcher à former un troisième cabinet. C'est la première fois depuis la fin de la Seconde Guerre mondiale qu'un Premier ministre constitue trois équipes consécutives.
Ce cabinet est plus instable que les précédents, puisque Thatcher procède à cinq modifications de sa composition, en plus des démissions isolées. Elle orchestre son plus important remaniement ministériel le 24 juillet 1989, avec quatre nominations et neuf changements d'affectation.
Le 2 novembre 1990, la démission du Vice-Premier ministre Geoffrey Howe, membre du cabinet depuis 1979, entraîne une rébellion interne aux conservateurs. L'ancien secrétaire d'État Michael Heseltine défie alors la chef du parti. Lors du vote pour la direction organisé le 20 novembre, Thatcher obtient 204 voix sur 372, contre 152 bulletins pour son opposant, mais son avance étant inférieure à 15 %, elle ne peut être proclamée vainqueur du premier tour.
Margaret Thatcher décide alors de se retirer de la course, renonçant ainsi à diriger le Parti conservateur et le gouvernement britanniques. Lors du second tour, tenu le 27 novembre, le Chancelier de l'Échiquier John Major domine Heseltine et Douglas Hurd mais sans majorité absolue. Ses deux concurrents se retirent cependant, lui permettant dès le lendemain de former son premier cabinet.

## Composition

### Initiale (13 juin 1987)
- Les nouveaux ministres sont indiqués en gras, ceux ayant changé d'attributions en italique.

| Fonction                                                                 | Titulaire | Titulaire                                         | Parti |
| ------------------------------------------------------------------------ | --------- | ------------------------------------------------- | ----- |
| Premier ministre Premier Lord au Trésor Ministre de la Fonction publique |           | Margaret Thatcher                                 | Tory  |
| Vice-Premier ministre Lord Président du Conseil                          |           | William Whitelaw                                  | Tory  |
| Chancelier de l'Échiquier                                                |           | Nigel Lawson                                      | Tory  |
| Lord Chancelier                                                          |           | Michael Havers (jusqu'au 28/10/1987) James Mackay | Tory  |
| Lord du Sceau privé                                                      |           | John Wakeham                                      | Tory  |
| Secrétaire d'État des Affaires étrangères et du Commonwealth             |           | Geoffrey Howe                                     | Tory  |
| Secrétaire d'État à l'Intérieur                                          |           | Douglas Hurd                                      | Tory  |
| Secrétaire d'État à la Défense                                           |           | George Younger                                    | Tory  |
| Secrétaire d'État à l'Éducation et à la Science                          |           | Kenneth Baker                                     | Tory  |
| Secrétaire d'État à l'Emploi                                             |           | Norman Fowler                                     | Tory  |
| Secrétaire d'État à l'Énergie                                            |           | Cecil Parkinson                                   | Tory  |
| Secrétaire d'État à l'Environnement                                      |           | Nicholas Ridley                                   | Tory  |
| Secrétaire d'État à la Santé et à la Sécurité sociale                    |           | John Moore                                        | Tory  |
| Secrétaire d'État au Commerce et à l'Industrie                           |           | David Young                                       | Tory  |
| Secrétaire d'État aux Transports                                         |           | Paul Channon                                      | Tory  |
| Secrétaire d'État pour l'Écosse                                          |           | Malcolm Rifkind                                   | Tory  |
| Secrétaire d'État pour le Pays de Galles                                 |           | Peter Walker                                      | Tory  |
| Secrétaire d'État pour l'Irlande du Nord                                 |           | Tom King                                          | Tory  |
| Chancelier du duché de Lancastre                                         |           | Kenneth Clarke                                    | Tory  |
| Secrétaire en chef du Trésor                                             |           | John Major                                        | Tory  |
| Ministre de l'Agriculture, de la Pêche et de l'Alimentation              |           | John MacGregor                                    | Tory  |
| Whip en chef                                                             |           | David Waddington                                  | Tory  |
| Procureur général                                                        |           | Patrick Mayhew                                    | Tory  |

### Remaniement du10 janvier 1988
- Les nouveaux ministres sont indiqués en gras, ceux ayant changé d'attributions en italique.

| Fonction                                                                 | Titulaire | Titulaire         | Parti |
| ------------------------------------------------------------------------ | --------- | ----------------- | ----- |
| Premier ministre Premier Lord au Trésor Ministre de la Fonction publique |           | Margaret Thatcher | Tory  |
| Chancelier de l'Échiquier                                                |           | Nigel Lawson      | Tory  |
| Lord Chancelier                                                          |           | James Mackay      | Tory  |
| Lord Président du Conseil                                                |           | John Wakeham      | Tory  |
| Lord du Sceau privé                                                      |           | John Ganzoni      | Tory  |
| Secrétaire d'État des Affaires étrangères et du Commonwealth             |           | Geoffrey Howe     | Tory  |
| Secrétaire d'État à l'Intérieur                                          |           | Douglas Hurd      | Tory  |
| Secrétaire d'État à la Défense                                           |           | George Younger    | Tory  |
| Secrétaire d'État à l'Éducation et à la Science                          |           | Kenneth Baker     | Tory  |
| Secrétaire d'État à l'Emploi                                             |           | Norman Fowler     | Tory  |
| Secrétaire d'État à l'Énergie                                            |           | Cecil Parkinson   | Tory  |
| Secrétaire d'État à l'Environnement                                      |           | Nicholas Ridley   | Tory  |
| Secrétaire d'État à la Santé et à la Sécurité sociale                    |           | John Moore        | Tory  |
| Secrétaire d'État au Commerce et à l'Industrie                           |           | David Young       | Tory  |
| Secrétaire d'État aux Transports                                         |           | Paul Channon      | Tory  |
| Secrétaire d'État pour l'Écosse                                          |           | Malcolm Rifkind   | Tory  |
| Secrétaire d'État pour le Pays de Galles                                 |           | Peter Walker      | Tory  |
| Secrétaire d'État pour l'Irlande du Nord                                 |           | Tom King          | Tory  |
| Chancelier du duché de Lancastre                                         |           | Kenneth Clarke    | Tory  |
| Secrétaire en chef du Trésor                                             |           | John Major        | Tory  |
| Ministre de l'Agriculture, de la Pêche et de l'Alimentation              |           | John MacGregor    | Tory  |
| Whip en chef                                                             |           | David Waddington  | Tory  |
| Procureur général                                                        |           | Patrick Mayhew    | Tory  |

### Remaniement du25 juillet 1988
- Les nouveaux ministres sont indiqués en gras, ceux ayant changé d'attributions en italique.

| Fonction                                                                 | Titulaire | Titulaire         | Parti |
| ------------------------------------------------------------------------ | --------- | ----------------- | ----- |
| Premier ministre Premier Lord au Trésor Ministre de la Fonction publique |           | Margaret Thatcher | Tory  |
| Chancelier de l'Échiquier                                                |           | Nigel Lawson      | Tory  |
| Lord Chancelier                                                          |           | James Mackay      | Tory  |
| Lord Président du Conseil                                                |           | John Wakeham      | Tory  |
| Lord du Sceau privé                                                      |           | John Ganzoni      | Tory  |
| Secrétaire d'État des Affaires étrangères et du Commonwealth             |           | Geoffrey Howe     | Tory  |
| Secrétaire d'État à l'Intérieur                                          |           | Douglas Hurd      | Tory  |
| Secrétaire d'État à la Défense                                           |           | George Younger    | Tory  |
| Secrétaire d'État à l'Éducation et à la Science                          |           | Kenneth Baker     | Tory  |
| Secrétaire d'État à l'Emploi                                             |           | Norman Fowler     | Tory  |
| Secrétaire d'État à l'Énergie                                            |           | Cecil Parkinson   | Tory  |
| Secrétaire d'État à l'Environnement                                      |           | Nicholas Ridley   | Tory  |
| Secrétaire d'État à la Santé                                             |           | Kenneth Clarke    | Tory  |
| Secrétaire d'État au Commerce et à l'Industrie                           |           | David Young       | Tory  |
| Secrétaire d'État aux Transports                                         |           | Paul Channon      | Tory  |
| Secrétaire d'État à la Sécurité sociale                                  |           | John Moore        | Tory  |
| Secrétaire d'État pour l'Écosse                                          |           | Malcolm Rifkind   | Tory  |
| Secrétaire d'État pour le Pays de Galles                                 |           | Peter Walker      | Tory  |
| Secrétaire d'État pour l'Irlande du Nord                                 |           | Tom King          | Tory  |
| Chancelier du duché de Lancastre                                         |           | Tony Newton       | Tory  |
| Secrétaire en chef du Trésor                                             |           | John Major        | Tory  |
| Ministre de l'Agriculture, de la Pêche et de l'Alimentation              |           | John MacGregor    | Tory  |
| Whip en chef                                                             |           | David Waddington  | Tory  |
| Procureur général                                                        |           | Patrick Mayhew    | Tory  |

### Remaniement du24 juillet 1989
- Les nouveaux ministres sont indiqués en gras, ceux ayant changé d'attributions en italique.

| Fonction                                                                 | Titulaire | Titulaire         | Parti |
| ------------------------------------------------------------------------ | --------- | ----------------- | ----- |
| Premier ministre Premier Lord au Trésor Ministre de la Fonction publique |           | Margaret Thatcher | Tory  |
| Vice-Premier ministre Lord Président du Conseil                          |           | Geoffrey Howe     | Tory  |
| Chancelier de l'Échiquier                                                |           | Nigel Lawson      | Tory  |
| Lord Chancelier                                                          |           | James Mackay      | Tory  |
| Lord du Sceau privé                                                      |           | John Ganzoni      | Tory  |
| Secrétaire d'État des Affaires étrangères et du Commonwealth             |           | John Major        | Tory  |
| Secrétaire d'État à l'Intérieur                                          |           | Douglas Hurd      | Tory  |
| Secrétaire d'État à la Défense                                           |           | Tom King          | Tory  |
| Secrétaire d'État à l'Éducation et à la Science                          |           | John MacGregor    | Tory  |
| Secrétaire d'État à l'Emploi                                             |           | Norman Fowler     | Tory  |
| Secrétaire d'État à l'Énergie                                            |           | John Wakeham      | Tory  |
| Secrétaire d'État à l'Environnement                                      |           | Chris Patten      | Tory  |
| Secrétaire d'État à la Santé                                             |           | Kenneth Clarke    | Tory  |
| Secrétaire d'État au Commerce et à l'Industrie                           |           | Nicholas Ridley   | Tory  |
| Secrétaire d'État aux Transports                                         |           | Cecil Parkinson   | Tory  |
| Secrétaire d'État à la Sécurité sociale                                  |           | Tony Newton       | Tory  |
| Secrétaire d'État pour l'Écosse                                          |           | Malcolm Rifkind   | Tory  |
| Secrétaire d'État pour le Pays de Galles                                 |           | Peter Walker      | Tory  |
| Secrétaire d'État pour l'Irlande du Nord                                 |           | Peter Brooke      | Tory  |
| Chancelier du duché de Lancastre                                         |           | Kenneth Baker     | Tory  |
| Secrétaire en chef du Trésor                                             |           | Norman Lamont     | Tory  |
| Ministre de l'Agriculture, de la Pêche et de l'Alimentation              |           | John Gummer       | Tory  |
| Whip en chef                                                             |           | David Waddington  | Tory  |
| Procureur général                                                        |           | Patrick Mayhew    | Tory  |

### Remaniement du26 octobre 1989
- Les nouveaux ministres sont indiqués en gras, ceux ayant changé d'attributions en italique.

| Fonction                                                                 | Titulaire | Titulaire                                          | Parti |
| ------------------------------------------------------------------------ | --------- | -------------------------------------------------- | ----- |
| Premier ministre Premier Lord au Trésor Ministre de la Fonction publique |           | Margaret Thatcher                                  | Tory  |
| Vice-Premier ministre Lord Président du Conseil                          |           | Geoffrey Howe                                      | Tory  |
| Chancelier de l'Échiquier                                                |           | John Major                                         | Tory  |
| Lord Chancelier                                                          |           | James Mackay                                       | Tory  |
| Lord du Sceau privé                                                      |           | John Ganzoni                                       | Tory  |
| Secrétaire d'État des Affaires étrangères et du Commonwealth             |           | Douglas Hurd                                       | Tory  |
| Secrétaire d'État à l'Intérieur                                          |           | David Waddington                                   | Tory  |
| Secrétaire d'État à la Défense                                           |           | Tom King                                           | Tory  |
| Secrétaire d'État à l'Éducation et à la Science                          |           | John MacGregor                                     | Tory  |
| Secrétaire d'État à l'Emploi                                             |           | Norman Fowler (jusqu'au 03/01/1990) Michael Howard | Tory  |
| Secrétaire d'État à l'Énergie                                            |           | John Wakeham                                       | Tory  |
| Secrétaire d'État à l'Environnement                                      |           | Chris Patten                                       | Tory  |
| Secrétaire d'État à la Santé                                             |           | Kenneth Clarke                                     | Tory  |
| Secrétaire d'État au Commerce et à l'Industrie                           |           | Nicholas Ridley (jusqu'au 14/07/1990) Peter Lilley | Tory  |
| Secrétaire d'État aux Transports                                         |           | Cecil Parkinson                                    | Tory  |
| Secrétaire d'État à la Sécurité sociale                                  |           | Tony Newton                                        | Tory  |
| Secrétaire d'État pour l'Écosse                                          |           | Malcolm Rifkind                                    | Tory  |
| Secrétaire d'État pour le Pays de Galles                                 |           | Peter Walker (jusqu'au 04/05/1990) David Hunt      | Tory  |
| Secrétaire d'État pour l'Irlande du Nord                                 |           | Peter Brooke                                       | Tory  |
| Chancelier du duché de Lancastre                                         |           | Kenneth Baker                                      | Tory  |
| Secrétaire en chef du Trésor                                             |           | Norman Lamont                                      | Tory  |
| Ministre de l'Agriculture, de la Pêche et de l'Alimentation              |           | John Gummer                                        | Tory  |
| Whip en chef                                                             |           | Tim Renton                                         | Tory  |
| Procureur général                                                        |           | Patrick Mayhew                                     | Tory  |

### Remaniement du2 novembre 1990
- Les nouveaux ministres sont indiqués en gras, ceux ayant changé d'attributions en italique.

| Fonction                                                                 | Titulaire | Titulaire                 | Parti |
| ------------------------------------------------------------------------ | --------- | ------------------------- | ----- |
| Premier ministre Premier Lord au Trésor Ministre de la Fonction publique |           | Margaret Thatcher         | Tory  |
| Chancelier de l'Échiquier                                                |           | John Major                | Tory  |
| Lord Chancelier                                                          |           | James Mackay              | Tory  |
| Lord Président du Conseil                                                |           | John MacGregor            | Tory  |
| Lord du Sceau privé                                                      |           | John Ganzoni              | Tory  |
| Secrétaire d'État des Affaires étrangères et du Commonwealth             |           | Douglas Hurd              | Tory  |
| Secrétaire d'État à l'Intérieur                                          |           | David Waddington          | Tory  |
| Secrétaire d'État à la Défense                                           |           | Tom King                  | Tory  |
| Secrétaire d'État à l'Éducation et à la Science                          |           | Kenneth Clarke            | Tory  |
| Secrétaire d'État à l'Emploi                                             |           | Michael Howard            | Tory  |
| Secrétaire d'État à l'Énergie                                            |           | John Wakeham              | Tory  |
| Secrétaire d'État à l'Environnement                                      |           | Chris Patten              | Tory  |
| Secrétaire d'État à la Santé                                             |           | William Arthur Waldegrave | Tory  |
| Secrétaire d'État au Commerce et à l'Industrie                           |           | Peter Lilley              | Tory  |
| Secrétaire d'État aux Transports                                         |           | Cecil Parkinson           | Tory  |
| Secrétaire d'État à la Sécurité sociale                                  |           | Tony Newton               | Tory  |
| Secrétaire d'État pour l'Écosse                                          |           | Malcolm Rifkind           | Tory  |
| Secrétaire d'État pour le Pays de Galles                                 |           | David Hunt                | Tory  |
| Secrétaire d'État pour l'Irlande du Nord                                 |           | Peter Brooke              | Tory  |
| Chancelier du duché de Lancastre                                         |           | Kenneth Baker             | Tory  |
| Secrétaire en chef du Trésor                                             |           | Norman Lamont             | Tory  |
| Ministre de l'Agriculture, de la Pêche et de l'Alimentation              |           | John Gummer               | Tory  |
| Whip en chef                                                             |           | Tim Renton                | Tory  |
| Procureur général                                                        |           | Patrick Mayhew            | Tory  |